# Rruga shtetërore SH60
Die Rruga shtetërore SH60 (albanisch für Staatsstraße SH60) ist eine Nationalstraße in Albanien von rund neun Kilometern Länge. Sie zweigt bei Kashar rund sechs Kilometer westlich von Tirana von der Autobahn SH2 ab und führt über den Flughafen Tirana zur SH52 bei Fushë-Preza, der Verbindungsstraße von Fushë-Kruja nach Vora. Die SH60 wurde als Flughafenzubringer gebaut, wird aber auch oft genutzt als Verbindungsroute nach Nordalbanien, da weniger stauanfällig.

## Geschichte
Die Strecke gliedert sich in zwei Teile:
- die alte Zufahrtsstraße zum Flughafen von Fushë-Preza im Nordwesten bis zum Terminal,
- eine neu erbaute Schnellverbindung zwischen Flughafen und der Autobahn Durrës–Tirana (SH2) im Süden.

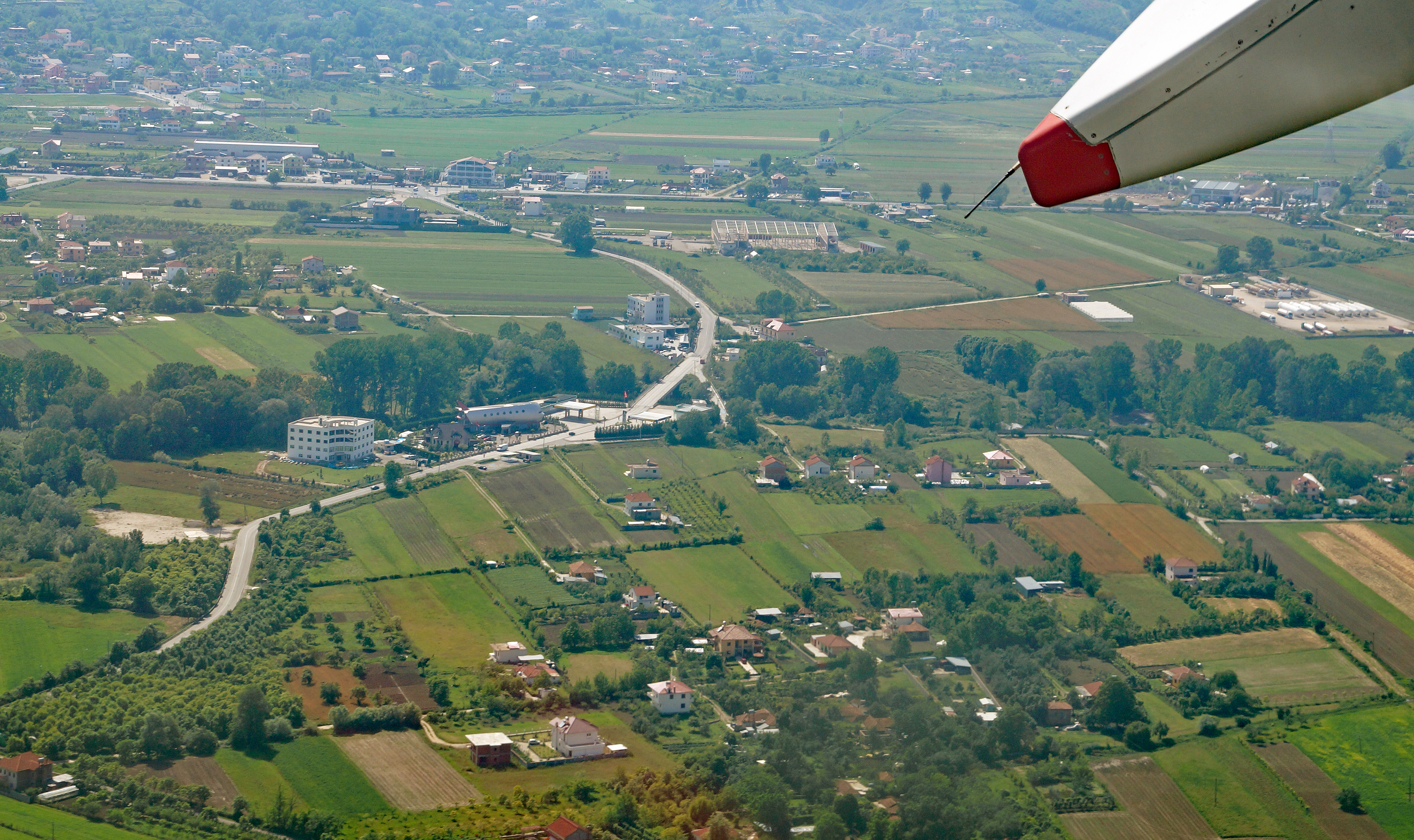
Nördlicher Teil der Straße mit Ishëm-Brücke und den Dörfern Rinas (vorne) und Fushë-Preza (hinten)

Die ursprünglich sehr schmale Straße im nördlichen Teil war lange der einzige Zubringer zum Flughafen Tirana. Während des Kosovokriegs wurde diese Straße vom amerikanischen Militär verbreitert. 2006 wurde eine neue, breitere Brücke über den Ishëm errichtet und die Strecke in diesem Bereich begradigt. Mit der Eröffnung des neuen Terminals am Flughafen im Frühjahr 2007 wurde auch die Zufahrtsstraße nach Süden eröffnet. Dadurch verkürzte sich die Strecke von Tirana zum Flughafen um rund zehn Kilometer.
2022 wurde der südliche Teil der SH60 vom Dorf Rinas bis zur SH2 erneuert. Im gleichen Jahr wurde eine neue Abfahrt zum Terminal in Betrieb genommen, die den Kreisverkehr am Flughafen entlasten und Stau auf der SH60 vermeiden sollte.
2024 wurde parallel zur SH60 die Verlängerung der Autostrada A1 – bekannt als „Autostrada Thumana–Kashar“ respektive „Korridori blu“ – eröffnet, eine wichtige Nord-Süd-Verbindung. Dies hatte im Bereich zum Flughafen Anpassungen an der Straße zur Folge und soll die SH60 entlasten, die zuletzt regelmäßig stark überlastet war.

## Streckenverlauf
Die SH60 zweigt bei Kashar (mit Qafë Kashar oder Kashar-Kreuzung bezeichnet) kreuzungsfrei von der Autobahn Durrës–Tirana (SH2) ab. Fast ohne Richtungsänderung verläuft sie rund fünf Kilometer nach Norden. Sie überquert dabei eine Erschließungsstraße, die Eisenbahnlinie Durrës–Tirana, den Fluss Lana und den Fluss Tirana. Am Schluss dieses geraden Abschnitts verläuft die Straße fast parallel zur Landebahn des Flughafens in rund 1,5 Kilometer Distanz. 
In einem weiten Bogen nach Osten steuert die SH60 dann zum Flughafenareal zu. Davor geht seit 2022 ein Zubringer zum Terminal und den Parkplätzen ab. Ein erster, 2024 erbauter Kreisverkehr dient als Anschluss an die A1. Im nächsten Kreisverkehr beim alten Terminal zweigt sie nach Norden ab, während nach Süden eine Straße zum Terminal und weiteren Dienstleistern abzweigt. 
In der Folge führt die SH60 mit einigen Kurven durch das Siedlungsgebiet des Dorfes Rinas, überquert die A1 und zieht sich weiter in Richtung Nordwesten zur SH52. Dabei überquert sie den Fluss Tirana ein weiteres Mal.